# Općine u kantonu Ticino
Općine u kantonu Ticino U kantonu Ticino postoje 181 općina (Stanje: travanj 2008.).

### A
- Acquarossa, Agno, Alto Malcantone, Airolo, Anzonico, Aranno, Arbedo-Castione, Arogno, Arzo, Ascona, Astano, Avegno

### B
- Balerna, Barbengo, Bedano, Bedigliora,

### C
- Cabbio, Cademario, Cadempino,

### D
- Dalpe

### F
- Faido, Frasco

### G
- Genestrerio, Gerra (Gambarogno), Giornico

### I
- Indemini, Intragna,

### L
- Lamone, Lavertezzo,

### M
- Magadino, Maggia, Magliaso,

### N
- Neggio, Novaggio, Novazzano

### O
- Onsernone, Origlio, Orselina

### P
- Palagnedra, Paradiso, Personico,

### Q
- Quinto

### R
- Rancate, Riva San Vitale, Rivera, Ronco sopra Ascona, Rovio

### S
- Sagno, San Nazzaro, Sant'Abbondio, Sant'Antonino

### T
- Tegna, Tenero-Contra, Torricella-Taverne, Tremona

### V
- Vacallo, Valcolla, Vergeletto, Vernate